# José Benlliure y Gil

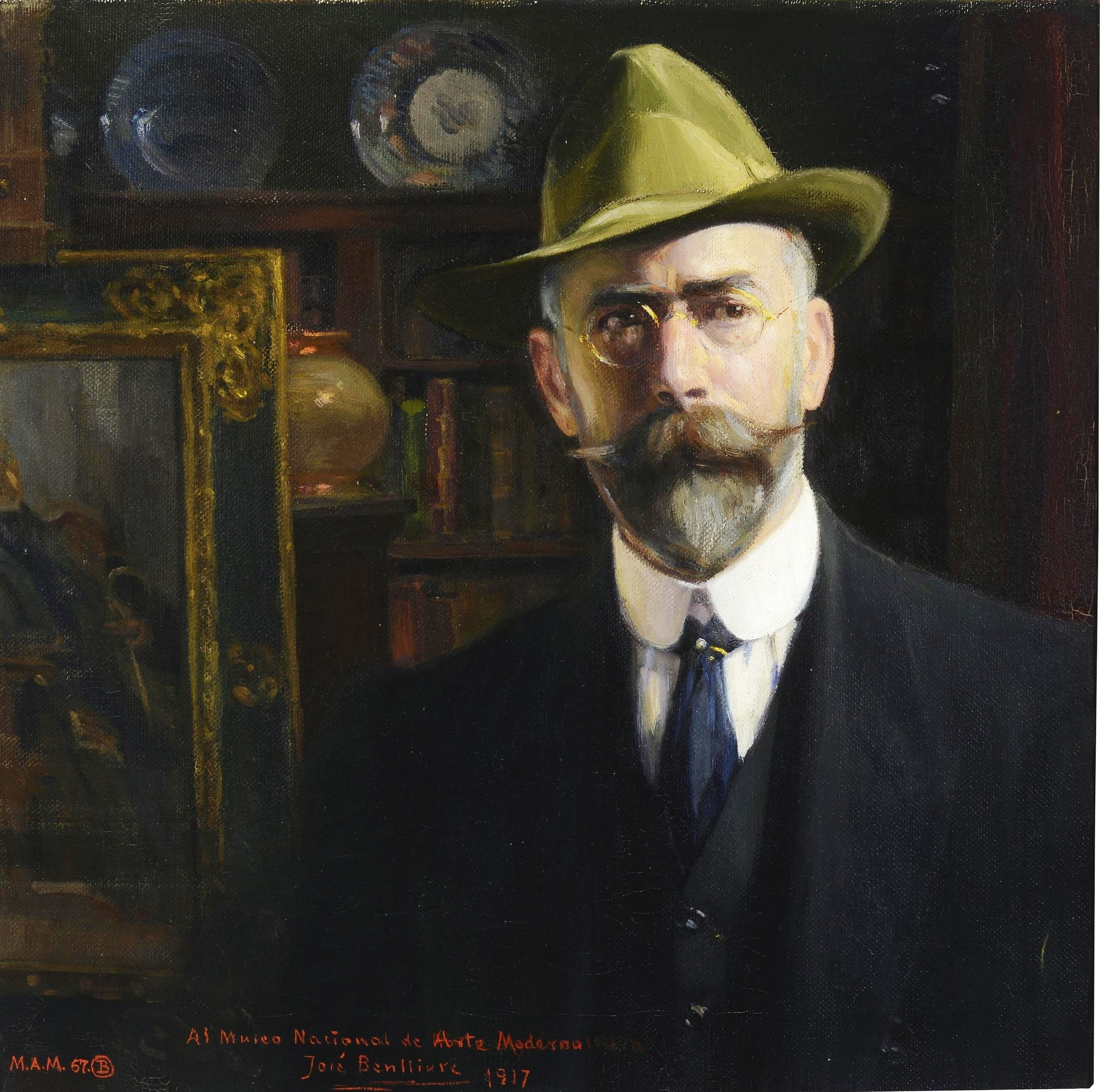
Selbstporträt, 1917

José Benlliure y Gil (* 1. Oktober 1855 in Cañamelar; † 5. April 1937 in Valencia) war ein spanischer Maler.

## Leben
José Benlliure y Gil wurde am 1. Oktober 1855 in Cañamelar, damals eine unabhängige Gemeinde, geboren.
Benlliure erhielt seine künstlerische Ausbildung an der Real Academia de Bellas Artes de San Carlos de Valencia unter Francisco Domingo sowie der Real Academia de España en Roma. Seine beiden Brüder, Mariano Benlliure und Juan Antonio Benlliure, widmeten sich beruflich ebenfalls der Malerei zu. Im Jahr 1878 und den Folgejahren hielt er sich in Rom auf. Von 1903 bis 1913 war er Direktor der Spanish Academy of Fine Arts. Benlliure war Mitglied der Reial Acadèmia de Ciències i Arts de Barcelona. Nach seinem Tod am 5. April 1937 wurde er auf dem Cementeri General de València beigesetzt.

## Werke (Auswahl)
Benlliures Werke umfassen Genrebilder aus dem spanischen und italienischen Volksleben, Kirchenbilder sowie Bildnisse und phantastische visionäre Darstellungen.

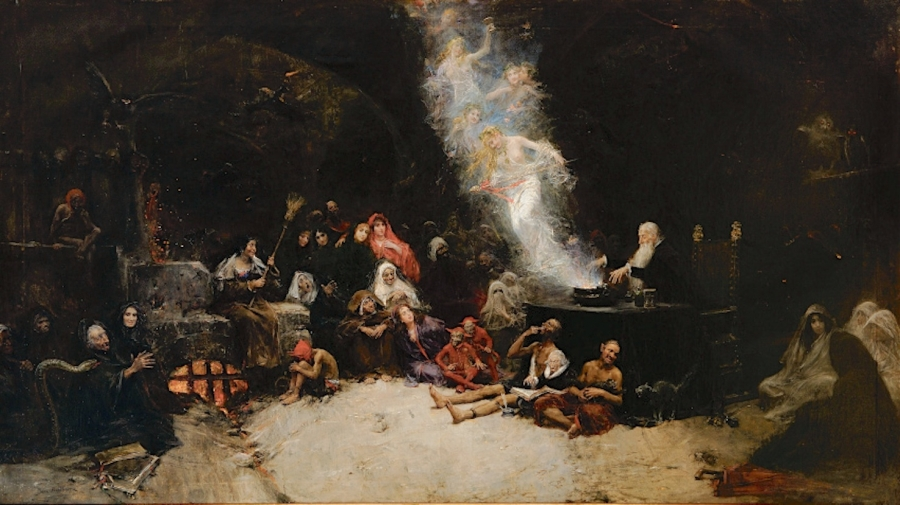
Aquelarre de brujas, 1876
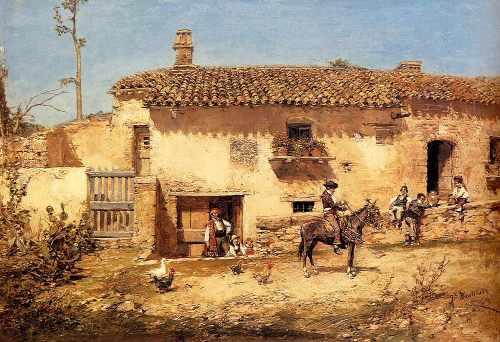
Una granja española
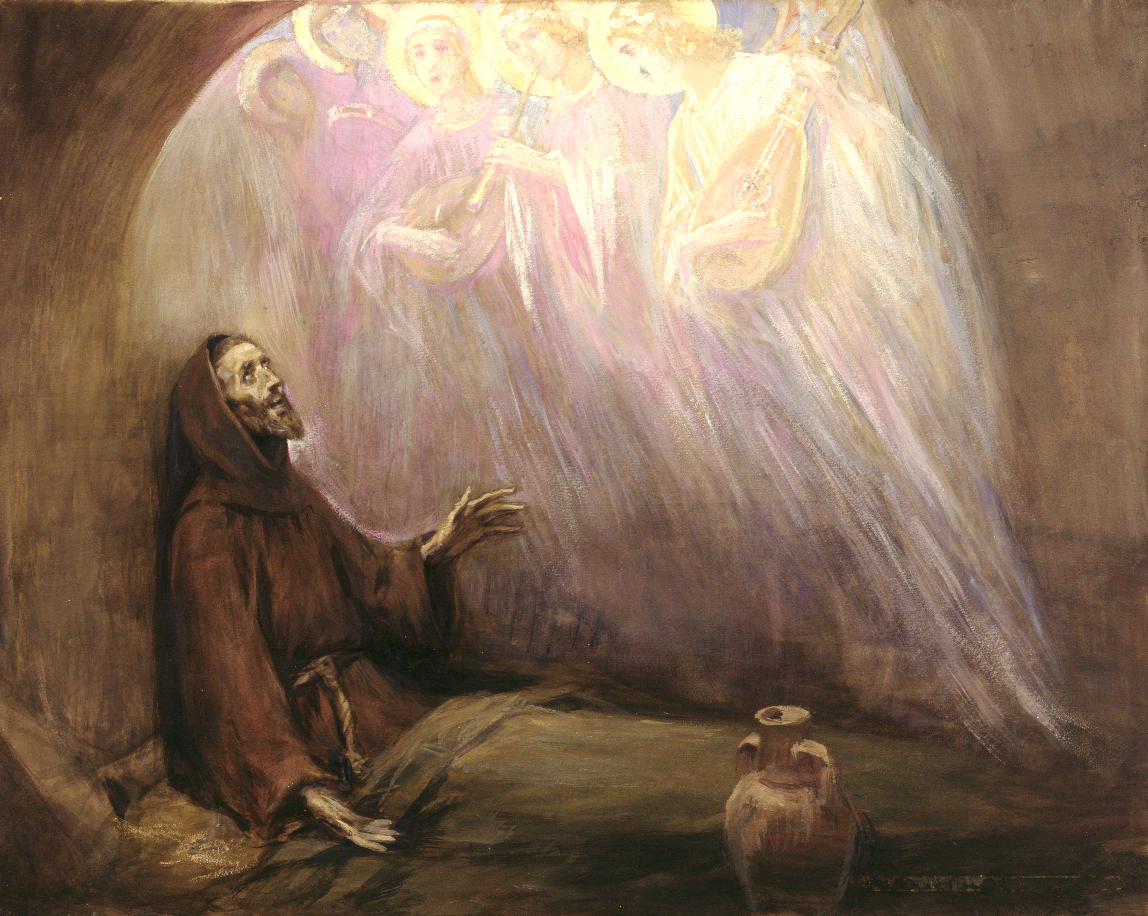
Un coro de ángeles, con sus melodías ahuyenta los pesares de San Francisco aus der Bilderserie Leben des Franz von Assisi
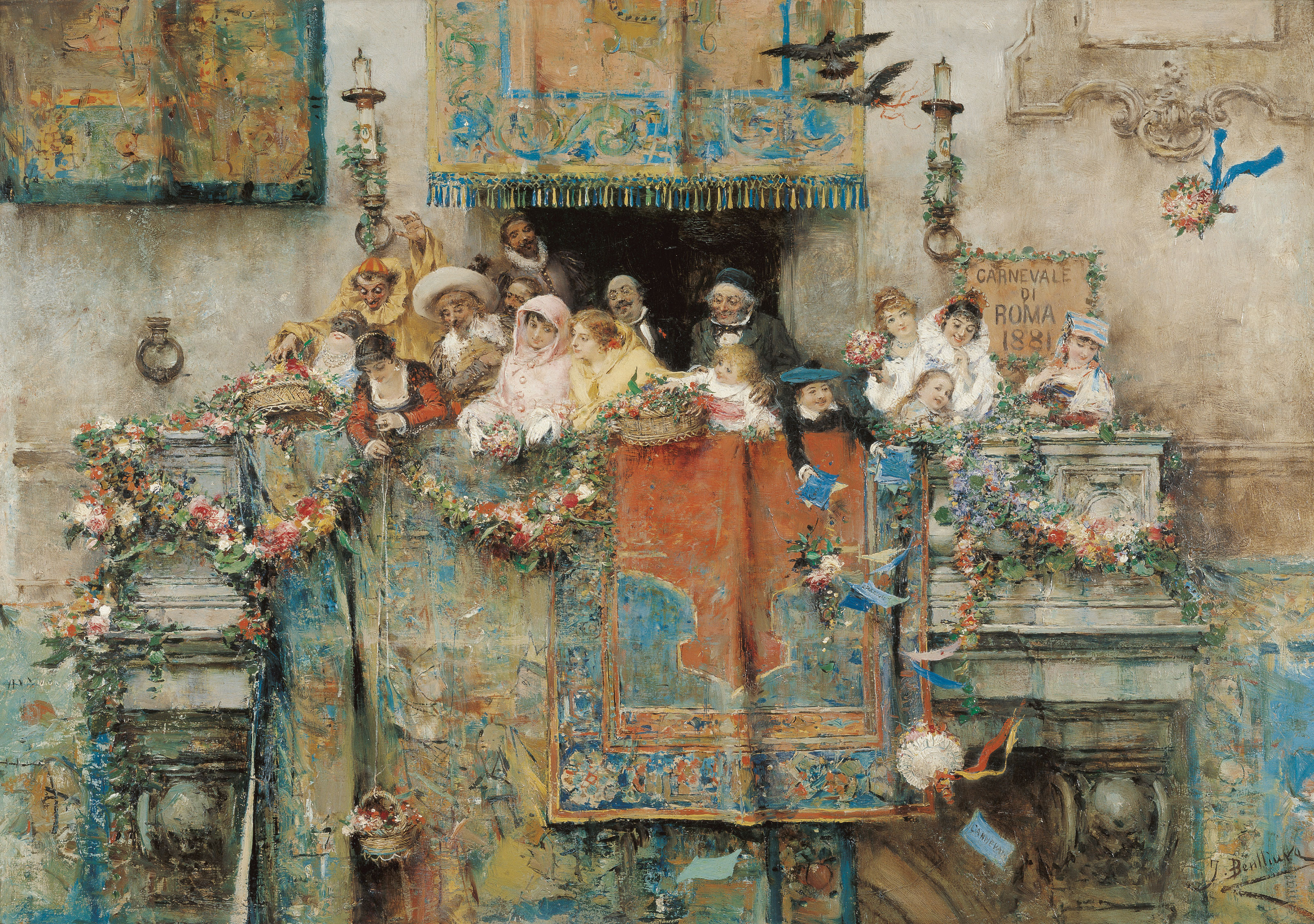
Der Karneval in Rom, 1881
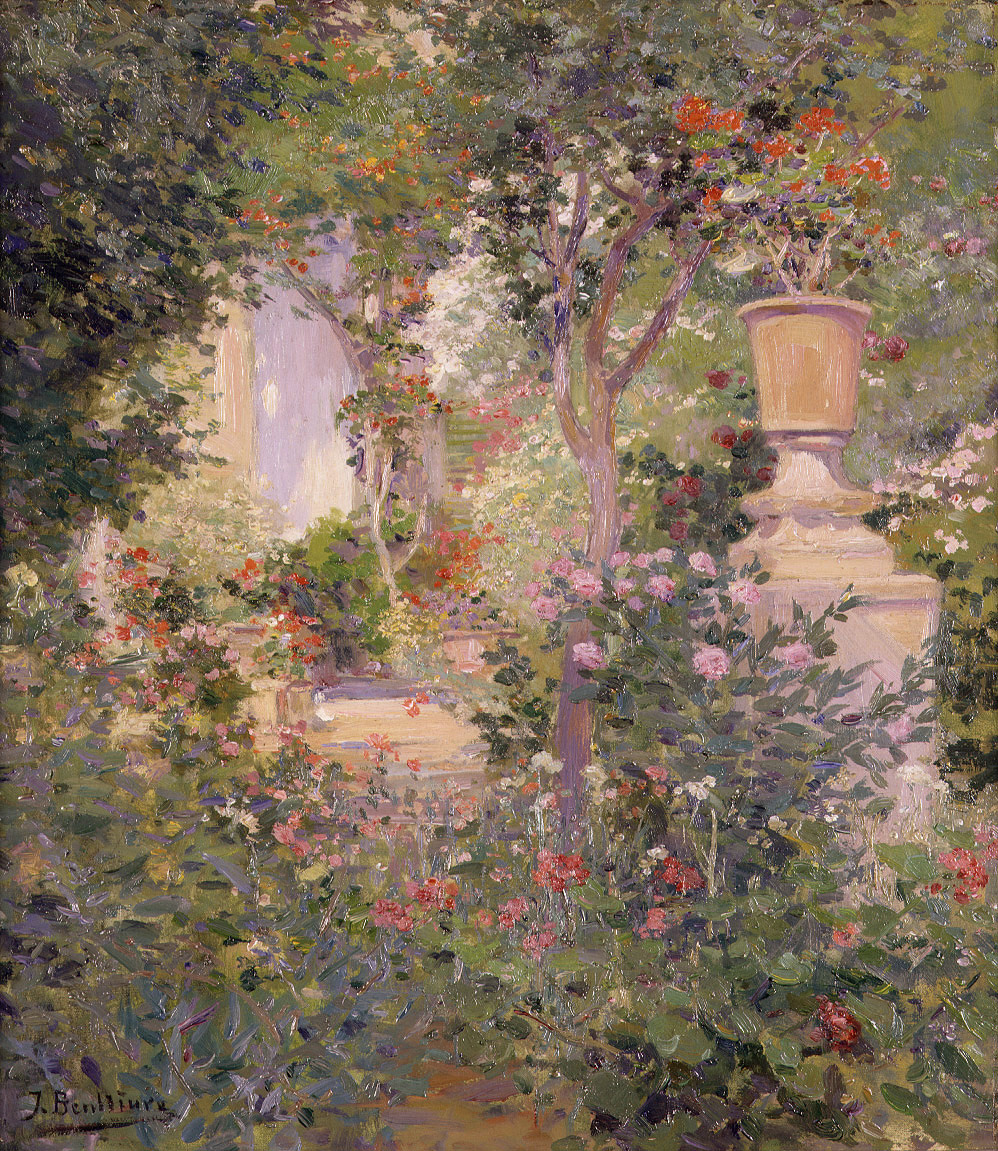
El jardín del autor

Seine Werke sind unter anderem im Museo del Prado in Madrid ausgestellt.